# Елина, Нина Генриховна
Нина Генриховна Елина (1916, Москва — 2007, Израиль) — советский филолог, специалист по итальянской литературе. Доктор филологических наук, профессор МГУ.

## Биография
Родилась в еврейской семье, отец Генрих Маркович Елин (1886—1947) был банковским служащим и впоследствии экономистом, среди прочего автором монографии «Иностранные валюты и механизм международных расчётов» (М.: Госфиниздат, 1946. — 208 с.). Мать, Надежда Филипповна (Неха Фишелевна) Перельман (?—1974), родом из Одессы, была родной сестрой последнего директора издательства Брокгауз—Ефрон Арона Филипповича Перельмана. Двоюродный брат отца — оперный певец (бас) Ефим Гилярович Эльберт, выступавший под сценическим именем «Ефим Гиляров».
С детства владела французским языком. Ранние годы Нины прошли в Одессе. В Москву семья вернулась в 1921 году.
Окончила литературный факультет ИФЛИ (1940), училась в группе английского языка и литературы.
В 1944 году защитила кандидатскую диссертацию «Английские народные баллады как лирико-эпический жанр», а в 1974 году — докторскую диссертацию о малых произведениях Данте «Поэтика „Новой жизни“ и „Стихотворений“ Данте».
Профессор Московского государственного института иностранных языков и Московского государственного университета (до 1991).
В 1992 году переехала в Израиль. Здесь издала две книги.
9 января 2007 года похоронена в соответствии с еврейскими традициями на Иерусалимском кладбище Гиват Шаул.
Двоюродный брат — саратовский журналист Генрих Львович Елин (1927—2003), заслуженный работник культуры РФ.

## Основные работы
Книги
- Василий Гроссман. Иерусалим, 1994.
- О давнем и недавнем. Иерусалим, 1997.

Статьи
Елина Н. О фольклорной традиции в драматургии Шекспира // Шекспировские чтения 1977 / под ред. А. А. Аникста. М. : Наука, 1980. С. 5—49.